# Jens Rydgren
Jens Rydgren (* 5. Juni 1969) ist ein schwedischer Sozialwissenschaftler und Professor für Soziologie an der Universität Stockholm. Sein Interesse gilt der Politischen Soziologie und besonders den rechtspopulistischen Parteien.
Rydgren studierte in Stockholm und ist dort seit 2009 Professor. Über seine Dissertation "Political Protest and Ethno-Nationalist Mobilization: The Case of the French Front National", die er in Stockholm abschloss, diskutierte er 2002 mit Sidney Tarrow (Dynamics of contention, 2001, Politik und soziale Bewegungen) an der Cornell University. Er befasste sich intensiv mit den Schwedendemokraten und dem Rassemblement National in Frankreich. Auch fragt er nach den Gründen für die Zustimmung der Arbeiterschicht für die extreme Rechte und den starken Rückgang in der Zustimmung für sozialdemokratische Parteien, besonders in Skandinavien. Er forschte 2018 auch am Wissenschaftszentrum Berlin und hatte Gastprofessuren an der École des Hautes Études en Sciences Sociales (Paris) und an den soziologischen Instituten der Harvard University und Colombia University.
Seit 2021 ist Rydgren Mitglied der Kungliga Vitterhets Historie och Antikvitets Akademien.

## Schriften
- Political Protest and Ethno-Nationalist Mobilization. The Case of the French Front National (2002)
- Radical right populism in Sweden. Still a failure, but for how long? (2002)
- Bridging different world? Economy, politics and brokerage roles in Sweden (2002, 2005)
- Meso-level reasons for racism and xenophobia. Some converging and diverging effects of radical right populism in France and Sweden (2003)
- Explaining the emergence of radical right-wing populist parties. The case of Denmark (2004)
- The logic of xenophobia (2004)
- Mechanisms of exclusion. Ethnic discrimination in the Swedish labour market (2004)
- The populist challenge. Political protest and ethno-nationalist mobilization in France (2004)
- The role of social networks in ethnic conflicts. Locality and escalation (2005)
- From tax populism to ethnic nationalism. Radical right-wing populism in Sweden (2005)
- Is extreme right-wing populism contagious? Explaining the emergence of a new party family (2005)
- (Hrsg.): The Oxford Handbook of the Radical Right. New York: Oxford University Press, 2018. ISBN 978-0-19-027455-9.
- mit Sanna Salo: The Battle over Working Class Voters: How Social Democracy has Responded to the Populist Radical Right in the Nordic Countries. London: Routledge, 2021. ISBN 978-0-367-50249-2.

## Einzelbelege
1. ↑  Tina Goldschmidt, Jens Rydgren: Social distance, immigrant integration, and welfare chauvinism in Sweden. SP VI 2018-102. Wissenschaftszentrum Berlin für Sozialforschung gGmbH, Berlin 2018 (ssoar.info [abgerufen am 13. Mai 2025]).
2. ↑  Jens Rydgren ny ledamot i Kungl. Vitterhetsakademien. 24. Juni 2021, abgerufen am 13. Mai 2025 (schwedisch).

| Personendaten    | Personendaten                      |
| ---------------- | ---------------------------------- |
| NAME             | Rydgren, Jens                      |
| KURZBESCHREIBUNG | schwedischer politischer Soziologe |
| GEBURTSDATUM     | 5. Juni 1969                       |